# Chamblon
Chamblon ([ʃɑ̃ˈblõ], toponimo francese) è un comune svizzero di 547 abitanti del Canton Vaud, nel distretto del Jura-Nord vaudois.

## Monumenti e luoghi d'interesse

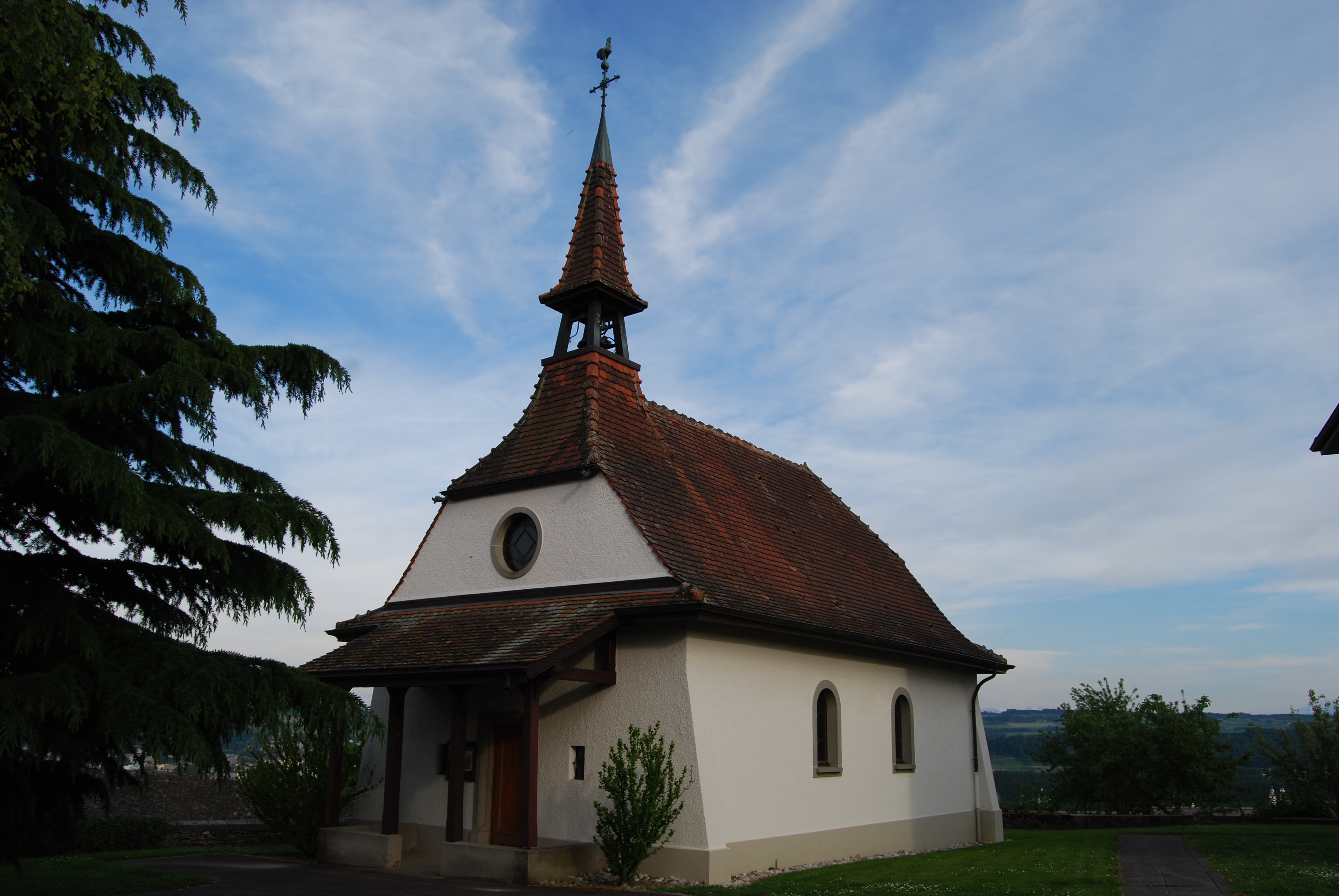
La cappella riformata

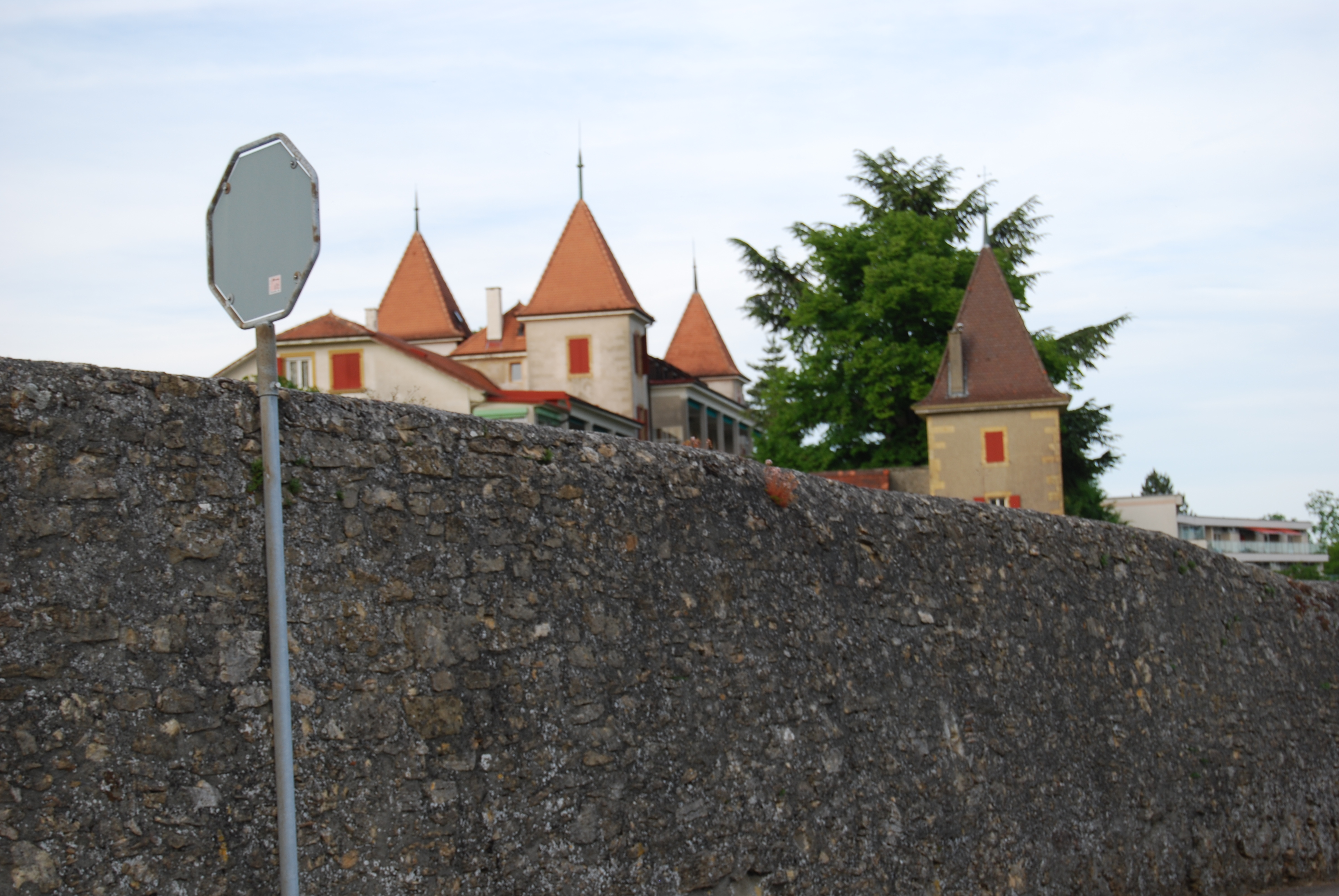
Il castello

- Cappella riformata, eretta nel 1932[1];
- Castello, eretto nel XVIII secolo[1].

## Società

### Evoluzione demografica
L'evoluzione demografica è riportata nella seguente tabella:
Abitanti censiti

## Amministrazione
Ogni famiglia originaria del luogo fa parte del cosiddetto comune patriziale e ha la responsabilità della manutenzione di ogni bene ricadente all'interno dei confini del comune.